# Teabagging

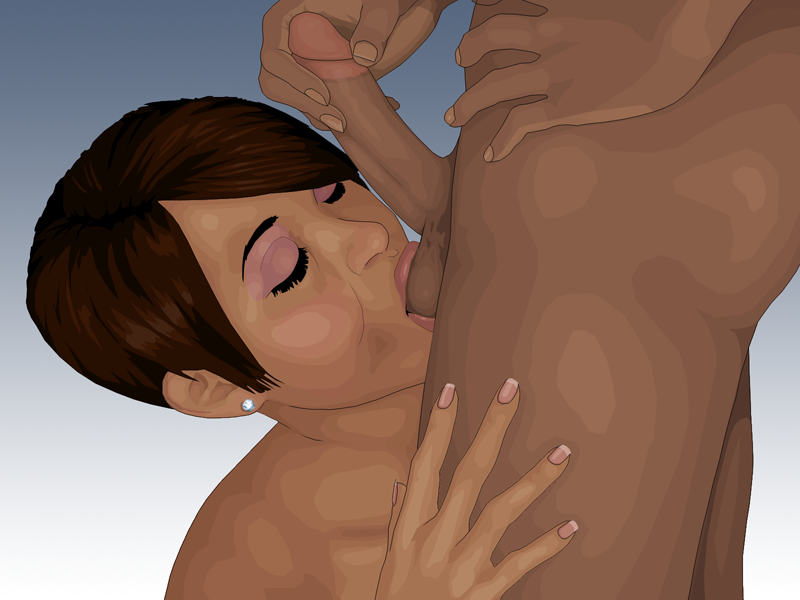

Teabágging («макание чайного пакетика») — разновидность орального секса, когда мужчина помещает одно или оба яичка своей мошонки в ротовую полость, на лицо или вокруг лица (включая верх головы) сексуального партнёра, часто с повторными движениями внутрь и наружу, как при иррумации.

## Этимология
«Teabagging» — это инговая форма глагола английского языка «to teabag», что в дословном переводе на русский означает «класть/макать/погружать чайный пакетик». Действительно, это напоминает одновременное макание двух чайных пакетиков при заваривании чашки чая.

## Оральная техника
Мошонка наряду с половым членом обладает чувствительностью и также относится к эрогенным зонам мужчины. Различные степени её стимуляции являются неотъемлемой частью орального секса для многих мужчин. Teabagging рекомендуется как форма прелюдии.
Известны разные техники, к которым можно прибегнуть для удовольствия своего партнёра. К ним относятся ласкание и посасывание мошонки при помощи губ, минимизируя её контакт с зубами, осторожное потягивание, перекатывание во рту одного или обоих яичек. Также возможна одновременная стимуляция языком.
Teabagging относится к наиболее безопасным видам секса и представляет собой низкий риск передачи многих заболеваний, включая ВИЧ-инфекцию.

## Влияние Teabagging на действия активистов «Чайного бунта» 2009 года в США
(по подобию Бостонского бунта против ввоза англичанами своего чая)
- Во время Чайных бунтов 2009 года против налоговой политики президента США Барака Обамы, Дейвид Вайгель из газеты Вашингтон Индепендент сфотографировал протестанта, держащего плакат, который гласил: «Макните чайные пакетики либеральным демократам перед тем, как они макнули их вам»[9].
- Фразу «класть/макать чайные пакетики» использовали и другие, в том числе репортёр Гриф Дженкинс из Fox News и сайт reteaparty.org. Salon.com, отмечая, однако, что «макание чайных пакетиков» получило и другое значение[10][11][12][13][14].
- Двойной смысл этой фразы вызвал критику и насмешку от Дейвида Шустера из MSNBC, который в апреле 2009 года назвал протестантов «спятившими с ума по этому поводу» и «добивающихся весёлого настроения с помощи порки», желающих «упрекнуть президента Обаму крепкими словцами и лизнуть траты правительства.» Он аргументировал это тем, что «люди, которые выдвинули такой лозунг, происходят из близкого круга республиканцев, включая прежнего спикера Ньют Гингрича и прежнего Руководителя большинства Дика Арми, которые обладают сильной поддержкой от правого крыла финансистов и лоббистов», и что «Канал Фокс Ньюс, включая Гленн Бек и Шон Ханнити, оба ожидают макания чайных пакетиков с личным предпочтением макания пакетиков самим себе». Он заключил, что «если вы планируете одновременное макание чайных пакетиков по всей стране, то вам нужен Дик Арми».
- В апреле 2009 года Рейчел Мэддоу из MSNBC сделала похожие замечания[15][16][17][18]. В том же ключе тогда заметил Кейт Оберман из MSNBC[19][20], а Эндерсон Купер из CNN сказал: «с вами трудно говорить, когда вы кладёте/макаете мне свои чайные пакетики»[21][22].

## Практика применения Teabagging в массовой культуре и СМИ
- Пример «макания чайных пакетиков» дан в американской комедии Джона Вотерса «Фотограф» / Pecker (1998), когда мужчина-стриптизёр повторно касается лба мужчины своей мошонкой, намеренно представляя аудитории форму полового сношения[23][24].
- В телесериале «Секс в большом городе» в эпизоде «Право женщины на туфли» Саманта Джонс[англ.] в переполненном ресторане громко объясняла своим подругам практику Teabagging[1].
- В фильме «Гонщики» в середине 43-й минуты главный герой разговаривает с приятелем о его девушке и предлагает тому сделать ей «Teabagging», демонстрируя на чашке чая, что это означает.
- В фильме «Да, боже, да» (2019) неоднократно говорится о «чайном пакетике».
- В сериале «Побег» / Prison Break (2005) имя героя Теодора Бэгвэлла (англ. Theodore Bagwell) возможно связано с этим сокращением, но как T-Bagg, учитывая его репутацию и наклонности.
- Роберт ДеКовен в еженедельнике «Гей энд Лесбиэн Таймс[англ.]» описал случай дедовщины в школьном автобусе с тремя борцами из числа учащихся средней школы района Арго (Чикаго)[25].
- Домогательства ради насмешки и принуждение без согласия[26][27].

## Другие применения понятия «Teabagging»
- в виндсёрфинге и в других видах водного спорта говорят, что человек погружен как чайный пакетик, когда он на неспокойной волне окунается ниже уровня воды[24];
- в компьютерных играх Teabagging-ом называется смена положения из стоя в сидя и обратно путём постоянного нажимания кнопки приседания(в большинстве игр на левый Control). Чаще всего используется в многопользовательских шутерах для оскорбления противника.